# 栗田桃子
栗田 桃子（くりた ももこ、1973年11月5日 - ）は、日本の女優。本名は、蟹江 桃子。東京都出身。文学座所属。父は俳優の蟹江敬三、弟は俳優の蟹江一平。
1992年に文学座附属演劇研究所へ入所、1997年に文学座座員となった。

## 出演

### 舞台
1994年
- 初舞台『鼻』(文学座アトリエ公演)

1996年
- 『女の一生』(文学座本公演)：三越劇場

1997年
- 『河をゆく』(アトリエ)
- 『みみず』(アトリエ)
- 『雨が空から降れば』(本公演)：紀伊國屋ホール

1999年
- 『女の一生』(本公演)：俳優座劇場
- 『土曜・日曜・月曜』(地人会)：紀伊國屋ホール

2000年
- 『缶詰』(本公演)：紀伊國屋サザンシアター

2001年
- 『モンテクリスト伯』(本公演)：紀伊國屋サザンシアター

2002年
- 『女人渇仰』(本公演)：文学座アトリエ
- 『月夜の道化師』(本公演)：紀伊國屋ホール

2003年
- 『紙屋町さくらホテル』(こまつ座)：紀伊國屋ホール

2004年
- 『踏台』(本公演)：紀伊國屋サザンシアター

2006年
- 『ゆれる車の音』(本公演)：紀伊國屋サザンシアター

2008年
- 『父と暮せば』(こまつ座)：紀伊國屋サザンシアター H

2010年
- 『わが町』（本公演）：全労済ホールスペース・ゼロ
- 『麦の穂の揺れる穂先に』(本公演）：紀伊国屋サザンシアター
- 『くにこ』（本公演）：紀伊國屋サザンシアター

2011年
- 東日本復興支援リーディング『いのちを詠う-日本の現代詩から-』：世田谷パブリックシアター
- 『Heavy Gauge』（Jクリップ）：赤坂RED/THEATER

2012年
- 『トノに降る雨』（東京ヴォードヴィルショー）シアタートラム
- 『るつぼ』新国立劇場中劇場

2013年
- 『パパのデモクラシー』（東京ヴォードヴィルショー）座・高円寺1
- 『熱帯のアンナ』(アトリエ)

2014年
- 『終の楽園』（アトリエ）
- 『炎　アンサンディ』シアタートラム
- 『くにこ』地方公演

2015年
- 『クライムス オブ ザ ハート』（地人会新社）赤坂RED/THEATER
- 『父と暮せば』　紀伊國屋サザンシアター他
- 『くにこ』地方公演、新国立劇場

2016年
- 『弁明』(アトリエ）

2017年
- 『炎　アンサンディ』シアタートラム、他
- 『冒した者』（アトリエ）
- 『鼻』紀伊國屋サザンシアターTAKASHIMAYA　他

2018年
- 『岸リトラル』(公益財団法人せたがや文化財団）シアタートラム　他
- 『ジョー・エッグ』（アトリエ）

2019年
- 『熱帯樹』(公益財団法人せたがや文化財団）シアタートラム　他

2022年
- 『みんな我が子』-All My Sons-（Bunkamura シアターコクーン、森ノ宮ピロティホール）

2024年
- 『セツアンの善人（英語版）』世田谷パブリックシアター 他[3]

### テレビドラマ
- 遺留捜査9
- 救急指定病院8
- 世直し公務員 ザ・公証人 5
- ザ・ボディガード
- ドクター小石の事件カルテ4
- 棘・おんなの遺言状
- ニュースキャスター・霞涼子
- 人情教授夏目龍之介 伊豆の踊子殺人事件
- 熱烈的中華飯店
- はだしのゲン 千の風になって
- メタボリック☆ばんど!
- 森村誠一の棟居刑事 目撃美女は二度死ぬ? 猫が運ぶ犯人!?
- 旅行作家・茶屋次郎5
- 特集ドラマ「風よ あらしよ」（2022年3月31日、NHK、NHK BS8K / 2022年秋、BSプレミアム・BS4K） - 保持研 役
- たそがれ優作 第8話（最終話）（2023年11月25日、BSテレ東、BSテレ東4K）- 追分小百合 役

### 映画
- 風よ あらしよ 劇場版（2024年2月9日） - 保持研 役[4]

### 劇場版アニメ
- ハウルの動く城（お針子）

### 吹き替え
- スパイダーマン（女子生徒#1）
- 高慢と偏見
- 恋のトルティーヤ・スープ
- 初恋のきた道
- ベイウォッチ
- マドレーヌ（ダニエル）
- ミディアム 霊能者アリソン・デュボア（アリアナ・デヴァロス）
- レリックハンター

### ラジオドラマ
- NHKオーディオドラマ FMシアター LET IT PON!〜それでええんよ〜（2012年2月4日、NHK-FM　楓の母）
- 青春アドベンチャー モンテ・クリスト伯（NHK-FM）

## 受賞歴
- 第8回朝日舞台芸術賞 寺山修司賞（『父と暮せば』）
- 第45回紀伊國屋演劇賞 個人賞（『父と暮せば』『くにこ』）